# بورگو وال دی تارو
بورگو وال دی تارو (به ایتالیایی: Borgo Val di Taro) یک کومونه در ایتالیا است که در استان پارما واقع شده‌است.

## خصوصیات
بورگو وال دی تارو ۱۵۲ کیلومترمربع مساحت و ۷٬۱۷۹ نفر جمعیت دارد و ۴۱۱ متر بالاتر از سطح دریا واقع شده‌است.

## خواهرخوانده
شهرهای شرانتون-لو-پون و آپریکا خواهرخوانده‌های بورگو وال دی تارو هستند.